# Cochlodesma
Cochlodesma är ett släkte av musslor som beskrevs av Couthouy 1839. Enligt Catalogue of Life ingår Cochlodesma i familjen Thraciidae, men enligt Dyntaxa är tillhörigheten istället familjen Periplomatidae.
Kladogram enligt Catalogue of Life och Dyntaxa:
| Cochlodesma | \| \| Cochlodesma praetenue \| \| \| \| \| \| Cochlodesma tenerum \| \| \| \| |
|             | \| \| Cochlodesma praetenue \| \| \| \| \| \| Cochlodesma tenerum \| \| \| \| |
|             | Asthenothaerus                                                                |
|             |                                                                               |
|             | Bathythaerus                                                                  |
|             |                                                                               |
|             | Bushia                                                                        |
|             |                                                                               |
|             | Cyathodonta                                                                   |
|             |                                                                               |
|             | Lampeia                                                                       |
|             |                                                                               |
|             | Parvithracia                                                                  |
|             |                                                                               |
|             | Thracia                                                                       |
|             |                                                                               |
|             | Trigonothracia                                                                |
|             |                                                                               |
|             | Cochlodesma praetenue                                                         |
|             |                                                                               |
|             | Cochlodesma tenerum                                                           |
|             |                                                                               |

|  | Cochlodesma praetenue |
|  |                       |
|  | Cochlodesma tenerum   |
|  |                       |